# Cyphostemma mappia
Cyphostemma mappia är en vinväxtart som först beskrevs av Jean-Baptiste de Lamarck, och fick sitt nu gällande namn av Galet. Cyphostemma mappia ingår i släktet Cyphostemma och familjen vinväxter. Inga underarter finns listade i Catalogue of Life.